# Tulostoma simulans
La especie Tulostoma simulans es un hongo representante del género Tulostoma de la familia Agaricaceae. El origen etimológico de la palabra Tulostoma viene del griego týlos que significa joroba, callo, dureza, clavija; y de stóma que significa boca, poro, por la forma en que se efectúa la dehiscencia, mediante un poro apical con frecuencia umbonado. Por su parte, el término simulans hace referencia al hongo que simula otras especies, incluyendo el T. brumale.

## Descripción
La especie Tulostoma simulans tiene un saco esporífero globoso a subgloboso o deprimido, de 10-12 x 8-11 mm, con un exoperidio tenuemente membranoso, tenaz, recubriendo casi todo el endoperidio, cayéndose generalmente en escamas, castaño pardusco y con diminutas granulaciones. Endoperidio delgado, en tonalidades ocráceas a cobrizas o arcillosas. Boca circular, plana a ligeramente proyectada o tubular, pequeña de 0,5 a 1 mm, con peristoma generalmente más oscuro, elíptico de hasta 2 mm de diámetro, algunas veces con más de una boca. Cuello pequeño corto y relativamente angosto, apretado u ocluido, con membrana no discernible a anular entera, a dentado-lancerada, delgada y clara. Pie de 22-28 x 1,4 mm castaño claro a oscuro pardusco, ligeramente angostado hacia la base o igual, fibrilloso-escamuloso a rugoso-fibroso, a veces algo retorcido, descortezándose en lonjas que a veces son muy finas y dejan las superficie subyacente más clara, color pajizo,  a veces exhibiendo un aspecto longitudinal e irregularmente surcado, terminando basalmente en un pequeño bulbillo. Esporas amarillentas a castaño amarillentas o castaño-ferruginosas, globosas a subglobosas o elipsoidales deformadas, verrugoso- espinosas con ornamentación espaciada irregularmente de 4.3-6 μm.

## Distribución
Esta especie se ha citado de Estados Unidos, y en México se ha citado de Morelos, San Luis Potosí y Ciudad de México, así como en regiones de Europa donde suele ser confundido con T. beccarianum y T. moravecii.

## Hábitat
Terrícola, en bosques tropicales caducos, en pastizales o en matorrales xerófilos.

## Estado de conservación
Esta especie no se encuentra en la Norma Oficial Mexicana 059.